# Las Lomas, Minatitlán
Las Lomas är en ort i Mexiko.   Den ligger i kommunen Minatitlán och delstaten Veracruz, i den sydöstra delen av landet, 500 km öster om huvudstaden Mexico City. Las Lomas ligger 14 meter över havet och antalet invånare är 1 189.
Terrängen runt Las Lomas är platt. Runt Las Lomas är det tätbefolkat, med 343 invånare per kvadratkilometer. Närmaste större samhälle är Minatitlán, 4,9 km norr om Las Lomas. Omgivningarna runt Las Lomas är en mosaik av jordbruksmark och naturlig växtlighet.